# Carlos Paniagua (lutier)
Carlos Paniagua (Madrid, 1951) es un lutier y músico español.

## Biografía
Estudió arquitectura a la que vez que se dedicó a la música y la lutería o construcción de instrumentos musicales. 
Entre 1964 y 1979 formó parte de Atrium Musicae de Madrid, grupo fundado por su hermano Gregorio, pionero de la música antigua en España momento en el que se interesa por la construcción de instrumentos medievales.
En 1979 fundó el grupo Cálamus junto con Eduardo Paniagua, Begoña Olavide, Rosa Olavide y Luis Delgado y en 1994, el grupo Mudéjar. En ambas agrupaciones musicales interpretaron obras de música medieval española (tanto de la tradición europea como andalusí) y renacentista.
En su trabajo como lutier se dedica a la construcción y reparación de instrumentos de cuerda históricos, étnicos y modernos.Para la creación de sus instrumentos, investiga en libros antiguos, esculturas, pinturas y miniaturas, restos arqueológicos, objetos conservados en museos e instrumentos étnicos, empleando materiales y métodos de elaboración tradicionales.
Recibe encargos de músicos profesionales y grupos de música antigua.
Imparte cursos de lutería antigua, participa en congresos, escribe artículos y da conferencias sobre los instrumentos de cuerda antiguos y su evolución.
Entre 2005 y 2012 colaboró en la creación del “Centro Internacional de Músicas Tradicionales de Tánger”.
En Santiago de Compostela formó parte del grupo de lutieres que de 1990 a 1992 reprodujeron los instrumentos esculpidos en el “Pórtico de la Gloria” de la Catedral.
En 2000 participó en el “Rencontré des Luthiers Marocains”  organizado por la “Fundation Ornar Benjelloun” en el Museo de Marrakech (Marruecos).

## Publicaciones
- El Laúd Árabe Medieval, historia y construcción (2018) . Ediciones Polifemo.[14]